# ナイト・オン・ザ・タウン
『ナイト・オン・ザ・タウン』(A Night on the Town)は、ロッド・スチュワートが1976年に発表したソロ・アルバム。スタジオ・アルバムとしては7作目。

## 解説
前作『アトランティック・クロッシング』と同様、アメリカ人スタジオ・ミュージシャンが多数参加している。本作完成前の1975年10月、前作に参加したドラマー、アル・ジャクソン（ブッカー・T&ザ・MG's）が射殺されるという事件があり、スチュワートは本作のクレジットに、「共演したアーティストにインスピレーションを与え続けてきた、伝説のドラマー」というジャクソンへの追悼文を寄せている。
本作からは、1976年に「今夜きめよう」（全英5位・全米1位）と「キリング・オブ・ジョージー」（全英2位）がシングル・ヒットした。「さびしき丘」は、イギリスでは「もう話したくない」との両A面シングルとして1977年に全英1位に達し、アメリカでは21位に達した。

## 収録曲

### Side 1
1. 今夜きめよう - Tonight's the Night (Gonna Be Alright) (Rod Stewart) - 3:55
2. さびしき丘 - The First Cut Is the Deepest (Cat Stevens) - 4:38
3. 君に首ったけ - Fool for You (R. Stewart) - 3:50
4. キリング・オブ・ジョージー - The Killing of Georgie (Part I and II) (R. Stewart) - 6:31

### Side 2
1. ボールトラップ - The Balltrap (R. Stewart) - 4:40
2. プリティ・フラミンゴ - Pretty Flamingo (Mark Barkan) - 3:27
3. ビッグ・バイユー - Big Bayou (Floyd Gilbeau) - 3:56
4. 人生の荒波 - The Wild Side of Life (Arlie Carter, Wayne Walker) - 5:05
5. 貿易風 - Trade Winds (Ralph MacDonald, William Salter) - 5:17

## レコーディング・メンバー
- ロッド・スチュワート - ボーカル
- スティーヴ・クロッパー - ギター
- ビリー・ピーク - ギター
- ジョー・ウォルシュ - ギター
- ジェシ・エド・デイヴィス - ギター
- デヴィッド・リンドレー - ギター
- フレッド・タケット - ギター
- ドナルド・ダック・ダン - ベース
- ボブ・グラウブ - ベース
- デヴィッド・フッド - ベース
- ウィリー・ウィークス - ベース
- リー・スカラー - ベース
- ロジャー・ホーキンス - ドラムス
- リック・シュロッサー - ドラムス
- アンディ・ニューマーク - ドラムス
- ジョン・ジャーヴィス - キーボード
- デイヴィッド・フォスター - キーボード
- バリー・ベケット - キーボード
- J・スミス - キーボード
- トミー・ヴィグ - パーカッション
- ジョー・ララ - パーカッション
- ジミー・ホロヴィッツ - ストリングス・アレンジ
- メル・ルイス - ストリングス・アレンジ
- アリフ・マーディン - ストリングス・アレンジ
- タワー・オブ・パワー・ホーン・セクション - ホーン
- ジェリー・ジュモンヴィル - テナー・サックス
- プラス・ジョンソン - テナー・サックス